# Kolbila (Burkina Faso)
Pour les articles homonymes, voir Kolbila.
Kolbila est une commune rurale située dans le département de Yako de la province du Passoré dans la région Nord au Burkina Faso.

## Géographie
Kolbila se trouve à 15 km au sud-ouest du centre de Yako, le chef-lieu de la province, et à 5 km à au sud-ouest de Roumtenga. La localité est traversée par la route nationale 13.

## Santé et éducation
Le centre de soins le plus proche de Kolbila est le centre de santé et de promotion sociale (CSPS) de Roumtenga tandis que le centre médical avec antenne chirurgicale (CMA) de la province se trouve à Yako. 
Kolbila possède depuis 2004 une école primaire publique de trois classes financée par la coopération établie avec le jumelage entre le département de Yako et la communauté de communes du Pays Vouglaisien (dont Vouillé est le siège) pour un coût de 30 millions de francs CFA (soit environ 45 000 euros).